# Lac d'Estenc
 (janvier 2018).
Si vous disposez d'ouvrages ou d'articles de référence ou si vous connaissez des sites web de qualité traitant du thème abordé ici, merci de compléter l'article en donnant les références utiles à sa vérifiabilité et en les liant à la section « Notes et références ».
Le lac d'Estenc est situé dans le massif du Mercantour, à 1 780 m d'altitude, dans la commune d'Entraunes, Alpes-Maritimes. Il s'agit d'un lac artificiel alimenté par la source du Var.